# Dendrolague de Seri
Dendrolagus stellarum
Espèce
Statut de conservation UICN

 VU A2cd : Vulnérable
Le Dendrolague de Seri (Dendrolagus stellarum) est une espèce de marsupiaux endémiques des forêts tropicales humides de Nouvelle-Guinée.

## Répartition
On le trouve dans les montagnes du centre de la Nouvelle-Guinée entre la région de Tembagapura, dans la province de Papouasie en Indonésie jusqu'au mont Victor Emmanuel, dans la partie occidentale de la Papouasie-Nouvelle-Guinée.

## Description
C'est l'une des plus belles espèces de Dendrolague (et l'objectivité mon reuf ?). Les jeunes ont une queue jaune vif et le corps très foncé, mais avec l'âge, la queue devient plus sombre et les extrémités des poils des flancs deviennent généralement argentés. La fourrure épaisse permet à l'animal de se fondre aisément parmi les mousses et les lichens des forêts humides de montagne où il habite.

## Systématique
Le nom valide complet (avec auteur) de ce taxon est Dendrolagus stellarum Flannery & Seri (d), 1990.
Considéré autrefois comme une sous-espèce du Dendrolague de Doria, il est placé au rang d'espèce par Colin Groves en 2005.